# Ящук Іван Хомич
Іван Хомич Ящук (18 грудня 1899, село Грибова Волинської губернії, тепер Лановецького району Тернопільської області — 5 березня 1982, Київ) — український радянський діяч, виконувач обов'язків голови Держплану УРСР, начальник Статистичного управління Української РСР.

## Біографія
Трудову діяльність розпочав у Волинській губернії: спочатку з 1912 року працював сільськогосподарським працівником в економіях та в поміщика в селі В'язівок, пізніше, з 1917 року, телеграфістом відомства зв'язку містечка Клевань.
У 1920—1923 роках — червоноармієць кавалерійської бригади Червоної армії.
Член РКП(б) з 1924 року.
Потім був слухачем робітничого факультету, а в подальшому студентом Одеського інституту народного господарства.
У 1930 році закінчив Одеський інститут народного господарства за спеціальністю інженер-економіст.
У 1930—1938 роках перебував на керівних посадах на промислових підприємств Дніпропетровська та Запоріжжя. У 1938 році перейшов на роботу в органи державної влади: заступник голови та виконувач обов'язків голови Дніпропетровської обласної планової комісії.
З 1939 по січень 1940 року — голова Запорізької обласної планової комісії; з січня до серпня 1940 року — заступник голови виконавчого комітету Запорізької обласної ради депутатів трудящих та голова Запорізької обласної планової комісії.
У 1940 (затверджений повторно в жовтні 1944 року) — лютому 1951 року — заступник голови Державної планової комісії (Держплану) при Раді Народних Комісарів (Раді Міністрів) Української РСР. У 1941—1943 роках — виконувач обов'язків голови Державної планової комісії (Держплану) Української РСР.
Закінчив Вечірній університет марксизму-ленінізму в місті Києві.
У лютому 1951 — квітні 1955 року — начальник Статистичного управління Української РСР.
Потім — на пенсії.
Помер 5 березня 1982 року в Києві.

## Нагороди
- ордени
- медалі